# Jardim Zoológico de Kolmården
O Jardim Zoológico de Kolmården (em sueco: Kolmårdens djurpark;  pronúncia de Kolmården) é o maior parque zoológico da Escandinávia. Tem área de 2,7 quilômetros quadrados e se situa a 170 quilômetros a sul de Estocolmo e 18 quilômetros a nordeste de Norrköping, na margem norte da baía de Bråviken, na região da grande floresta de Kolmården. Foi fundado em 1965, e alberga atualmente cerca de 80 espécies de animais. Como principais atrações, oferece espetáculos de delfins e de focas, assim como safaris em gôndolas teleféricas, permitindo ver de perto leões e tigres. Em 2009, recebeu cerca de 500 000 visitantes.